# Championnat d'Islande de football 1937
Navigation
Saison précédente Saison suivante
La saison 1937 du Championnat d'Islande de football était la 26e édition de la première division islandaise.
À la suite de la non-participation du Vikingur Reykjavik (pour la première fois depuis 1928), seuls trois clubs disputent le championnat cette année.
C'est le Valur Reykjavik qui conserve son titre pour la 3e année d'affilée et devient pour la 5e fois de son histoire champion d'Islande.

## Les 3 clubs participants
- KR Reykjavik
- Fram Reykjavik
- Valur Reykjavik

## Compétition

### Classement
Le barème de points servant à établir le classement se décompose ainsi :
- Victoire : 2 points
- Match nul : 1 point
- Défaite : 0 point

| Rang | Équipe            | Pts | J | G | N | P | Bp | Bc | Diff |
| ---- | ----------------- | --- | - | - | - | - | -- | -- | ---- |
| 1    | Valur Reykjavik T | 4   | 2 | 2 | 0 | 0 | 8  | 3  | +5   |
| 2    | KR Reykjavik      | 2   | 2 | 1 | 0 | 1 | 3  | 4  | -1   |
| 3    | Fram Reykjavik    | 0   | 2 | 0 | 0 | 2 | 3  | 7  | -4   |

|  | Champion d'Islande 1937 |

### Matchs
Tous les matchs ont été disputés au stade Melavöllur à Reykjavik.
| Résultats (▼dom., ►ext.)                                   | Val | KR  | Fra |
| Valur Reykjavik                                            |     | 3-1 | 5-2 |
| KR Reykjavik                                               |     |     | 2-1 |
| Fram Reykjavík                                             |     |     |     |
| - Victoire à domicile - Match nul - Victoire à l'extérieur |     |     |     |

## Bilan de la saison
| Tableau d'Honneur                 |                 |
| Compétition                       | Vainqueur       |
| Championnat d'Islande de football | Valur Reykjavik |